# Новоселівка (Любашівська селищна громада)
Новосе́лівка — село Любашівської селищної громади Подільського району Одеської області України. Населення становить 569 осіб. Відстань до центру громади становить близько 6 км і проходить автошляхом місцевого значення.

## Історія
Під час організованого радянською владою Голодомору 1932—1933 років померло щонайменше 32 жителі села.
12 червня 2020 року, відповідно до Розпорядження Кабінету Міністрів України від № 724-р «Про визначення адміністративних центрів та затвердження територій територіальних громад Одеської області», увійшло до складу Любашівської селищної громади.
19 липня 2020 року, в результаті адміністративно-територіальної реформи і ліквідації Любашівського району, село увійшло до складу новоутвореного Подільського району.

## Населення
Згідно з переписом УРСР 1989 року чисельність наявного населення села становила 600 осіб, з яких 262 чоловіки та 338 жінок.
За переписом населення України 2001 року в селі мешкало 569 осіб.

### Мова
Розподіл населення за рідною мовою за даними перепису 2001 року:
| Мова       | Відсоток |
| ---------- | -------- |
| українська | 83,66 %  |
| молдовська | 15,47 %  |
| російська  | 0,88 %   |

## Люди
В селі народився Мішуренко Олександр Герасимович (1908-1986) — радянський вчений в галузі виноградарства.